# Флегматик
Флегма́тик (грец. φλέγμα,флегма, «мокротиння», «слиз») — темперамент у класифікації Гіппократа. Людину флегматичного темпераменту можна охарактеризувати як вайлувату, зі стійкими прагненнями і більш-менш постійним настроєм, і слабким зовнішнім виразом душевних станів.
Невдале виховання може сприяти формуванню у флегматика таких негативних рис, як млявість, збідненість і слабкість емоцій, схильність до виконання лише звичних дій.